# Барбурське
Барбу́рське — село в Україні, у Прилуцькому районі Чернігівської області. Входить до складу Ічнянської міської громади. На даний момент село перестало існувати, оскільки останній мешканець помер в 2013 році. В селі залишилися декілька покинутих будинків, але переважна більшість повигорала після кожнорічних випалів навколишніх полів, які влаштовують фермери.[джерело?] На мапі РСЧА 1941 року - х. Бурбурський.

## Географія
Село Барбурське знаходилося між річками Остер і Удай (5-6 км), на відстані 5 км від села Припутні.
Навколо села проходить кілька іригаційних каналів.